# Селезнёв, Николай Васильевич
Никола́й Васи́льевич Селезнёв (2 мая 1945 — 6 марта 2021) — судья Конституционного суда Российской Федерации в отставке.

## Биография
Родился 2 мая 1945 года в селе Малый Антибесс Мариинского района Кемеровской области.
В 1963 году окончил Кемеровское ГПТУ N 3. Работал помощником мастера маслозавода, электро-слесарем в локомотивном депо станции Мариинск.
В 1964 — 1967 годах служил в рядах Советской Армии. После окончания службы окончил дорожно-техническую школу и работал помощником машиниста электровоза депо в Мариинске.
В 1974 году окончил Новосибирский факультет Свердловского юридического института.
С 1971 по 1983 годы — помощник прокурора, заместитель прокурора, прокурор г. Мариинска. С 1983 по 1987 годы занимал должность прокурора г.Новокузнецка.
С 1986 по 1991 годы — прокурор Кемеровской области.
В состав Конституционного Суда РФ рекомендован на альтернативной основе коллегией Прокуратуры РСФСР. 30 октября 1991 года на V Съезде народных депутатов РФ избран членом Конституционного суда.
С 18 февраля 1998 года по 26 февраля 2001 года — судья-секретарь КС РФ.
Кандидат юридических наук. Заслуженный юрист Российской Федерации. Награждён нагрудным знаком «Почётный работник прокуратуры», а также рядом государственных наград, в том числе орденами «Знак Почёта» и «За заслуги перед Отечеством» IV степени, Орденом Почёта
Женат, имел двух дочерей, внука и внучку.
Похоронен на Троекуровском кладбище в Москве.